# Чагда (Кобяйский улус)
Чагда (якут. Чагда) — село в Кобяйском улусе Республики Саха (Якутия) России. Административный центр и единственный населённый пункт Нижилинского наслега.

## География
Село находится в центральной части Якутии, в пределах Центральноякутской низменности, на западном берегу озера Чагда, к северу от реки Лунгхи, на расстоянии примерно 113 км (по прямой) к юго-западу от посёлка Сангар, административного центра улуса. Абсолютная высота — 157 м над уровнем моря.
Климат
Климат характеризуется как резко континентальный, с продолжительной морозной зимой и коротким летом. Средняя температура воздуха самого тёплого месяца (июля) составляет 10 °C; самого холодного (января) — −40 °C. Среднегодовое количество атмосферных осадков составляет 200—250 мм. Снежный покров держится в течение 205—215 дней в году.
Часовой пояс
Село Чагда находится в часовой зоне МСК+6. Смещение применяемого времени относительно UTC составляет +9:00.

## Население
| 2002 | 2010 | 2012 | 2013 | 2014 | 2015 | 2016 |
| ---- | ---- | ---- | ---- | ---- | ---- | ---- |
| 497  | ↗542 | ↘538 | ↘534 | ↘532 | ↘526 | ↘525 |
| 2017 | 2018 | 2019 | 2020 | 2021 |      |      |
| ↘521 | ↗524 | ↗531 | ↘525 | ↗527 |      |      |

Половой состав
По данным Всероссийской переписи населения 2010 года в гендерной структуре населения мужчины составляли 50,6 %, женщины — соответственно 49,4 %.
Национальный состав
Согласно результатам переписи 2002 года, в национальной структуре населения якуты составляли 99 % из 497 чел.

## Улицы
| - ул. Дайа, - ул. Заречная, - ул. Лесная, - ул. Новая, | - ул. Северная, - ул. Трёхозёрная, - ул. Центральная. |